# Liege Challenger 1993
Il Liege Challenger 1993 è stato un torneo di tennis facente parte della categoria ATP Challenger Series nell'ambito dell'ATP Challenger Series 1993. Il torneo si è giocato a Liegi in Belgio dal 10 al 15 agosto 1993 su campi in terra rossa.

## Vincitori

### Singolare
Gilbert Schaller ha battuto in finale  Christian Ruud con il punteggio di 1–6, 7–6, 6–1

### Doppio
Brendan Curry /  Kirk Haygarth hanno battuto in finale  Jan Apell /  Paul Kilderry con il punteggio di 6–3, 4–6, 6–4